# 四国わがみ
四国わがみ（しこくわがみ）は、高知県吾川郡いの町に所在する和紙製造業者。おもに壁紙などに用いられる機械漉による土佐和紙を生産している。
かつては四国謄写堂（しこくとうしゃどう）という社名で、謄写版印刷用のロウ原紙の有名メーカーであった。

## 沿革
1919年、刈谷繁馬が自宅で謄写版原紙の製造業を創業し、純雁皮紙を用いた品質の高い謄写版原紙を、全国へ出荷するようになった。
1950年には有限会社四国謄写堂として法人化し、1952年には株式会社に改組した。
「ガリ版」と通称された謄写版印刷用のロウ原紙「四国原紙」は、その質の高さで知られ、生産枚数も多く、当時の代表的な謄写印刷資材であった。
四国謄写堂は、最盛期であった1960年には、月産200万枚もの原紙を生産していた。当時は『四国原紙 REPORT』という謄写版多色刷りの広報紙が製品に同梱されており、その発行部数は2万部と称されていた。
しかし、1970年代後半以降には、謄写ファックスが全盛期を迎え、原紙への需要は後退し、四国謄写堂も1981年には原紙の生産をやめた。
1972年以降は、機械漉による製紙事業に注力するようになり、1989年には壁紙や襖紙の製造を開始した。
1996年には、商号を現在の株式会社四国わがみに変更した。
山形県の山形謄写印刷資料館には、「四国原紙」のホーロー看板や、運搬用の通称「ポテ箱」などが収蔵されている。